# Arielulus societatis
Arielulus societatis is een zoogdier uit de familie van de gladneuzen (Vespertilionidae). De wetenschappelijke naam van de soort werd voor het eerst geldig gepubliceerd door Hill in 1972.

## Voorkomen

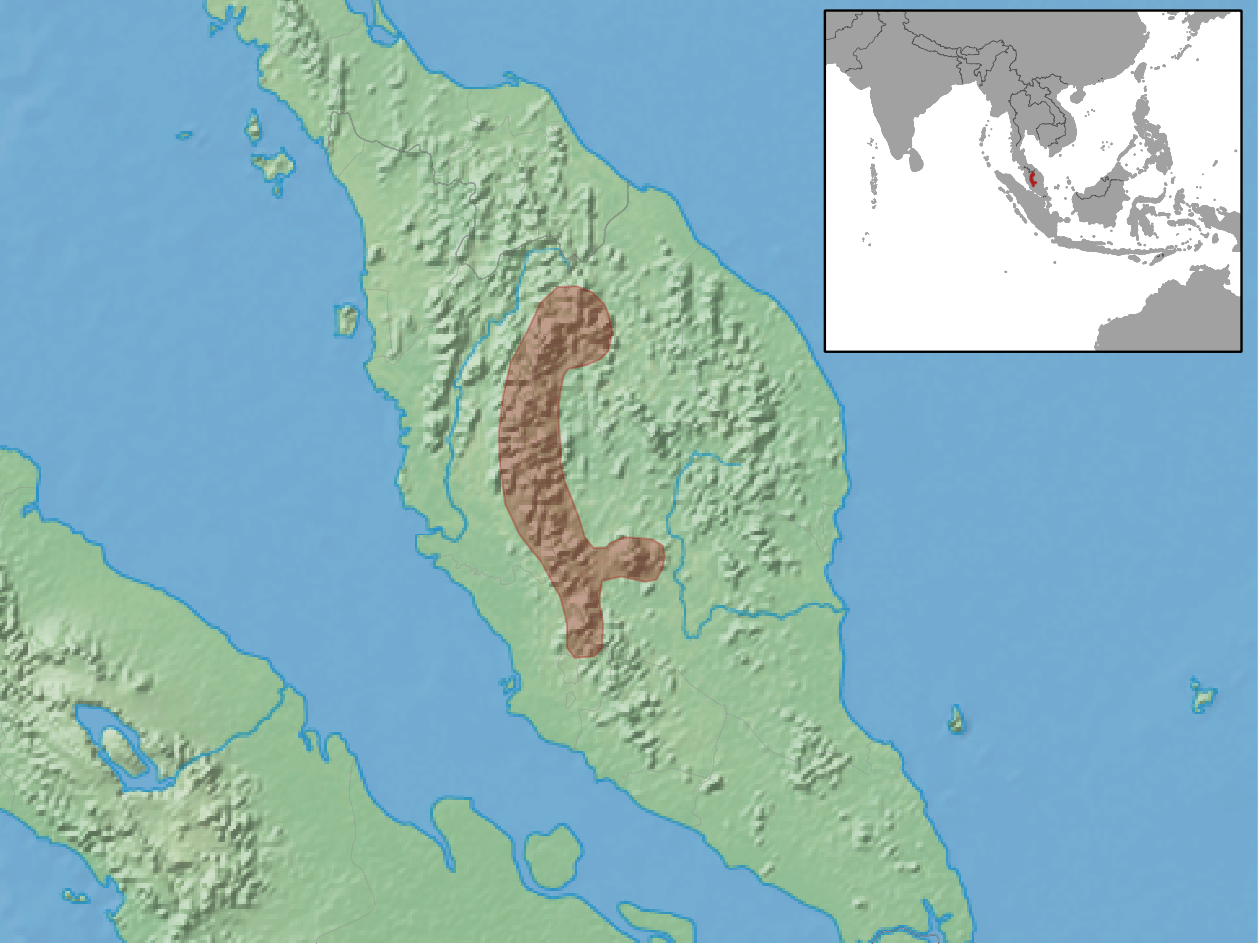
Leefgebied

De soort komt voor in Maleisië.